# Gilsdorf (Bettendorf)
Gilsdorf (luxemburgisch Gilsdrefⓘ) ist ein Ortsteil der luxemburgischen Gemeinde Bettendorf.
Der Ort liegt im Tal der Sauer auf der Südseite des Flusses, der im Ort von einer etwa 90 Meter langen Brücke überspannt wird. Zwischen Fluss und Ort verlief die Anfang der 1960er Jahre stillgelegte Bahnstrecke von Ettelbrück nach Grevenmacher, an der Gilsdorf einen Haltepunkt besaß. Gilsdorf ist bekannt für den hochwertigen Sandstein, der in zahlreichen Steinbrüchen abgebaut wurde. Etliche bekannte Bauwerke wurden aus diesem Sandstein ausgeführt, darunter die Villa Louvigny oder auch die Adolphe-Brücke in der Stadt Luxemburg.
Am 29. September 2006 heiratete in der Pfarrkirche von Gilsdorf der luxemburgische Prinz Louis seine Freundin Tessy Anthony.